# Ramez Galal
Pour les articles homonymes, voir Galal (Homonymie).
Ramez Galal ( arabe : رامز جلال ) né le 20 avril 1973 est un comique, acteur et chanteur égyptien. Il est diplômé de l'Académie des Arts (Egypte).

## Biographie
Ramez Galal est le fils du directeur de théâtre Galal Tawfik, et le frère cadet de Yaser Galal. Il a étudié à l'école primaire Kasr Al Tefl et a ensuite déménagé à l'école préparatoire El Orman. Son école secondaire était El Giza. Après avoir obtenu son diplôme, Galal a décidé de rejoindre l'institut des arts dramatiques, la section d'acteur et de metteur en scène. Galal est entré dans le service militaire après avoir obtenu son diplôme, puis est retourné à l'action. En 2014, il est apparu dans une publicité télévisée pour Zain.

### Télévision
Dans ses émissions comiques, qui sont diffusés pendant le Ramadan, les invités de Galal sont vus dans la peur pour leur vie. Il a blagué des égyptiens célèbres et des stars internationales comme Paris Hilton, Steven Seagal et Shah Rukh Khan,,. La réaction de Shah Rukh Khan lors de l'émission punk, était la 4e vidéo YouTube la plus tendance au cours de la première semaine du Ramadan 2017. Malgré la popularité folle de ses émissions, Galal a rencontré critique. Une personne parlant pour les droits des animaux s'est plainte qu'un lion a été mis sous sédation pour le spectacle. Un autre critique a déclaré que les « insultes » qui volent lorsque ses invités sont punk ruinent la réputation de l'Égypte. En 2020,, le président de Zamalek SC, Mortada Mansour, a déposé une action en justice demandant la suspension de l'émission de farce Ramez Magnoon Rasmy (Ramez Officially Crazy).

### Chaînes TV
Les émissions comiques de Galal ont été diffusées sur Al Hayat TV jusqu'en 2014, puis sur les chaînes de MBC Group (ex : MBC Masr, MBC 1, MBC 5) et sont donc disponibles disponible sur la plateforme VOD de MBC, Shahid.

## Filmographie

### Spectacles
- 2006 : Ramez Galal au Japon : Lui-même
- 2007 : Ramez Galal en Amérique : Lui-même
- 2008 : Afaret Hussein Elemam : Guest-star
- 2009-2010 : Ramez haoula alalam (Ramez dans le monde) : Guest-star
- 2011 : Ramez Qalb al-Assad (Ramez Cœur de Lion) : Hôte / commentateur
- 2012 : Ramez Thaalab El-Sahra (Renard du désert de Ramez) : Hôte / commentateur
- 2013 : Ramez Ankh Amon : Hôte / commentateur
- 2014 : Ramez Qirsh Al-Bahr (Requin de Mer de Ramez) : Hôte / commentateur
- 2015 : Ramez Wakel el-Gaw (Ramez en Contrôle) : Hôte / commentateur
- 2016 : Ramez Byla'ab Bel-Nar (Ramez Joue avec le Feu)  : Hôte / commentateur
- 2017 : Ramez Taht El-Ard (Métro de Ramez)  : Hôte / commentateur
- 2018 : Ramez Taht Al-Sefr (Ramez Sub-Zero)  : Hôte / commentateur
- 2019 : Ramez Fe Al-Shallal (Ramez dans la Cascade)  : Hôte / commentateur
- 2020 : Ramez Magnoon Rasmy (Ramez Officiellement Fou) : Hôte / commentateur
- 2021 : Ramez Aqlou Taar (Ramez a Perdu le Cerveau) : Hôte / commentateur
- 2022 : Ramez Movie Star (avec Van Damme) (Ramez la Star du Film) : Hôte / commentateur
- 2023 : Ramez Never End (Ramez ne Finit Jamais) : Hôte / commentateur
- 2024:  Ramez Gab-Min-Al-Akher (Ramez est venu de la fin): Hôte / commentateur
- 2025:  Ramez Elon Masr : Hôte / commentateur

### Film
- 2001 : 55 Esaf : Officier Magdy
- 2003 : Mido Mashakel : Ramzy
- 2004 : Hobak Nar : Tarek
- 2004 : El Basha Telmiz : Hamza Abdelhak
- 2005 : Ial Habiba : Mèmes
- 2005 : Ghawy Hob : Walid
- 2005 : Ahlam Omrena : Mohamed
- 2007 : A7lam EL Fata EL Tayesh : Wahid Farid Fathi Lbab
- 2008 : Shebh Mon7aref : Nasser Mo3giza
- 2009 : Had Same3 Haga : Sami
- 2012 : Ghesh El Zawgeya : Hazim